# (73876) 1997 CT
(73876) 1997 CT – planetoida z pasa głównego asteroid okrążająca Słońce w ciągu 4,09 lat w średniej odległości 2,55 j.a. Odkryta 1 lutego 1997 roku.